# Giulio Battelli
Giulio Battelli (Roma, 11 aprile 1904 – Roma, 10 marzo 2005) è stato un archivista, paleografo, diplomatista e insegnante italiano.

## Biografia
Era figlio di Alfonso Battelli e di Maria Bartoli, sorella dell'archeologo Alfonso Bartoli che sposò Pia Carini, ultima figlia del garibaldino palermitano Giacinto e sorella di Isidoro, sacerdote, paleografo e primo docente della Scuola vaticana di paleografia diplomatica e archivistica. La famiglia Battelli abitava nella vecchia Roma, in via del Governo Vecchio.
Giulio Battelli si laureò nel 1928 in Lettere all'Università di Roma La Sapienza con Pietro Fedele, che gli trasmise l'interesse per lo studio delle fonti e della paleografia. Frequentò quindi, contemporaneamente, la Scuola vaticana di paleografia diplomatica e archivistica e si diplomò nel 1925. Il 21 dicembre 1931 morì il francescano e paleografo Bruno Katterbach e Angelo Mercati, allora prefetto dell'Archivio segreto vaticano, d'accordo con il cardinale Franz Ehrle chiamò Giulio Battelli, che dal 1927 era scrittore dell'Archivio, a sostituire Katterbach nella docenza delle discipline che il francescano aveva insegnato alla Scuola vaticana di paleografia e diplomatica, consentendo così di portare a compimento l'anno scolastico. Questo fondamentale snodo della sua vita, Giulio Battelli lo ha ricordato in una autobiografia. Dal 1932 Giulio Battelli ha quindi avuto la docenza in questa Scuola, fino al 1978, con una interruzione negli anni della guerra, quando i corsi furono sospesi. Alla morte di Angelo Mercati ebbe anche la direzione della Scuola.
È stato docente - nelle stesse discipline di archivistica, paleografia e diplomatica - all'Università Lateranense, dal 1933 al 1967; all'Università di Roma La Sapienza, dal 1965 al 1968; all'Università di Macerata, dal 1970 al 1975. Nell'anno 1965-1966 gli fu attribuito l'incarico dell'insegnamento di Codicologia, presso la Scuola speciale per archivisti e bibliotecari dell'Università di Roma.
Durante la Seconda guerra mondiale è stato uno degli inviati dal Vaticano, per salvataggio del patrimonio archivistico, bibliografico ed artistico che era a rischio, in particolare quello dell'Abbazia di Montecassino, che fu trasferito e salvato a Castel Sant'Angelo. Nel 1946 Giulio Battelli ha partecipato alla stesura del Rapporto finale sugli Archivi, a cura della Commissione alleata Apo 394, Sottocommissione per i Monumenti, Belle Arti e Archivi.
Tra le sue pubblicazioni, le Lezioni di paleografia più volte ristampate, gli Scritti scelti: codici, documenti, archivi (Scuola vaticana di paleografia e diplomatica, 1975), le curatele di Latium (Biblioteca Apostolica Vaticana, 1946), di Umbrae codicum occidentalium sub auspiciis societatis codicum Mediaevalium studiis promovendis (9 vol., Amsterdam, 1960-1966), dello Schedario Baumgarten (4 vol. Archivio Segreto Vaticano, 1965-1986). Ha insegnato anche al Pontificio Institutum utriusque iuris.
Dal 1976 al 1984 è stato presidente della Società romana di storia patria. È stato membro di accademie e di istituti, tra cui l'Istituto nazionale di studi romani, il Centro italiano di studi sull'alto medioevo, l'Istituto storico italiano per il Medio Evo, la Deputazione di storia patria per l'Umbria, la Deputazione di storia patria per le Marche, la Pontificia accademia romana di archeologia, l'Associazione archivistica ecclesiastica, la Commissione internazionale di diplomatica, il Comité international de paléographie latine, il Gruppo dei Romanisti, l'Associazione Nazionale Archivistica Italiana, gli Amici dei musei di Roma.
È stato socio corrispondente di istituzioni estere, tra cui la British school at Rome, i Monumenta Germaniae Historica di Monaco di Baviera, l'Instituts für Österreichische Geschichtsforschung e l'École française de Rome. Ha collaborato, con stesura di voci, dell'Enciclopedia Cattolica e al Dizionario Biografico degli Italiani.
Dopo la guerra, una grave malattia agli occhi lo rese ipovedente. Nel 1996 ha ricevuto dal sindaco di Roma, Francesco Rutelli, il premio «Cultori di Roma».

## Opere
- Scritti scelti: codici, documenti, archivi, Roma, Multigrafica, 1975, SBN RAV0042181.

### Libri
- (LA) Acta Pontificum. Exempla scripturarum edita consilio et opera procuratorum Bibliothecae et tabularii Vaticani, fasc. III, Città del Vaticano, apud Bibliothecam Vaticanam, 1933, SBN RAV0323749.[7]
- Lezioni di paleografia, a cura della Pontificia Scuola Vaticana di Paleografia e Diplomatica, Città del Vaticano, Città del Vaticano, 1936, SBN MIL0436124.[8]
- (IT, LA) Annotationes ad "Statuto della Scuola vaticana di paleografia e diplomatica eretta presso l'Archivio vaticano, Romae, s.e., 1954, SBN RAV2014113.

### Scritti per miscellanee e per riviste
- Bruno Katterbach, in Archivalische Zeitschrift, III, n. 8, Munchen, Ackermann, 1932,  pp. 309-310, SBN UFI0108509.
- La "pecia" e la critica del testo dei manoscritti universitari medioevali, in Bullettino dell'Istituto storico italiano e Archivio muratoriano, XCIII, n. 2, Roma, Istituto storico italiano, 1935,  pp. 244-252, SBN IEI0308822.
- Bibliografia di Angelo Mercati, in Omaggio a Mons. Angelo Mercati, Prefetto dell'Archivio Segreto Vaticano, nel LXX compleanno, con l'indice bibliografico dei suoi scritti, Città del Vaticano, Archivio segreto vaticano, 1940,  pp. 21-37, SBN SBL0483267.
- Una supplica e una minuta di Nicolò III, in Quellen und Forschungen aus italienischen Archiven und Bibliotheken, XXXIII, Rom, E. Loesche, 1942,  pp. 33-50, SBN PUV0027594.
- Il comune di Ferentino e i francescani nei secoli XIII e XIV, in Archivio della R. Deputazione Romana di Storia patria, IV, Roma, nella sede della Deputazione, 1944,  pp. 361-369, SBN PUV0140992.
- Una supplica originale "per fiat" di Urbano V. Contributo alla storia della Cancelleria Pontificia nel sec. XIV, in Scritti di Paleografia e Diplomatica in onore di Vincenzo Federici, Firenze, Olschki, 1944,  pp. 275-292, SBN LO10483301.
- L'Archivio Segreto Vaticano, in Il Vaticano nel 1944, Roma, Stabilimento AGIR arti grafiche italiane, 1944,  pp. 171-174, SBN UBO0252403.
- Per la tutela del patrimonio storico e archivistico, in Ecclesia /a cura dell'Ufficio informazioni Città del Vaticano, IV, Città del Vaticano, Tipografia Poliglotta Vaticana, 1945,  pp. 118-121, SBN TO00183086.
- Il lezionario di S. Sofia di Benevento, in Miscellanea Giovanni Mercati, vol. VI, Paleografia - Bibliografia, Città del Vaticano, Biblioteca Apostolica Vaticana, 1946,  pp. 282-291, SBN RAV0140313.
- Rationes decimarum Italiae nei secoli XIII e XIV, in Rivista di storia della Chiesa in Italia, I, Roma, Istituto Grafico Tiberino, 1947,  pp. 447-455, SBN CFI0364606.
- (LA) De quodam “exemplari” Parisino Apparatus Decretorum, in Apollinaris: commentarium juridico-canonicum, XXI, Roma, Pontificia università lateranense-Mursia, 1948,  pp. 135-145, SBN MIL0075672.
- Il Primo Congresso degli archivisti italiani ed il centenario di Luigi Fumi (cronaca del Congresso, Orvieto, 23-24 ottobre 1949), in Rivista di storia della Chiesa in Italia, III, Roma, Istituto Grafico Tiberino, 1949,  pp. 285-286.
- Il più antico calendario di Nonantola, in Atti e memorie della Deputazione di storia patria per le antiche provincie modenesi, IX, n. 5, Modena, Aedes Muratoriana, 1953,  pp. 290-310.
- I Transunti di Lione del 1245, in Mitteilungen des Instituts für Österreichische Geschichtsforschung, n. 62, Wien, Mitteilungen des Instituts für Österreichische Geschichtsforschung, 1954,  pp. 336-364, SBN TO00014619.
- registri delle suppliche e dei decreti di mons. Landriani e del card. Sega nunzi in Francia (1591-1594), in Mélanges offerts par ses confrères étrangers à Charles Braibant, Bruxelles, Comité des Mélanges Braibant, 1959, SBN SBL0644464.
- Gli antichi codici di San Pietro di Perugia, in Bollettino della Deputazione di storia patria per l'Umbria, vol. 64, n. 2, Città di Castello, Arti Grafiche, 1968,  pp. 243-266.
- Fra Leonardo Mansueti Perugino e l'antica biblioteca di S. Domenico a Perugia, in The memory be Green / con la presentazione di Germano Marri, Perugia, Grafica Perugia, 1986,  pp. 33-53, SBN CFI0240321.
- Il rotolo di suppliche dello Studio di Roma a Clemente VII antipapa (1378), in Archivio della Società Romana di Storia Patria, n. 114, Roma, Società Romana di Storia Patria, 1991,  pp. 27-56, SBN PAV0053583.

### Scritti inAttidi convegni e congressi
- Come si tiene un archivio, in Atti della prima Settimana d'Arte Sacra per il Clero (8-14 ottobre 1933) / Pontificia Commissione Centrale per l'Arte Sacra in Italia (a cura di), Spoleto, Arti grafiche Panetto & Petrelli, 1934,  pp. 155-165, SBN LO10099206.
- Intorno alle "Novae Constitutiones" aggiunte da Innocenzo IV alla raccolta gregoriana delle Decretali, in Acta Congressus Iuridici Internationalis VII saeculo a Decretalibus Gregorii IX et XIV a Codice Iustiniano promulgatis (Romae, 12-17 novembris 1934) / Alphonse van Hove (a cura di), Bruges, Beyaert, 1936,  pp. 465-475, SBN RAV2013773.
- Le decime pontificie del Lazio nei secoli XIII e XIV, in Atti del V Congresso Nazionale di Studi Romani (Roma, 24-30 aprile 1938) / C. Galassi Paluzzi (a cura di), Roma, Istituto di studi romani, 1938,  pp. 75-82, SBN BRI0094124.
- Una proposta per un indice dei registri pontifici, in Informatique et Histoire Médiévale; communications et débats de la Table ronde CNRS / organisée par l'École française de Rome et l'Institut d'histoire médiévale de l'Université de Pise, Rome, 20-22 mai 1975, Roma, École Française de Rome, 1977,  pp. 19-29, SBN SBL0167132.

### Curatele
- (LA) Latium, in Rationes decimarum Italiae nei secoli XIII e XIV, Città del vaticano, Biblioteca Apostolica Vaticana, 1946, SBN RMR0014880.
- I tesori della musica lucchese: fondi storici nella Biblioteca dell'Istituto musicale L. Boccherini: Lucca, Museo nazionale di Palazzo Mansi, 7 aprile-6 maggio 1990 / catalogo della Mostra bibliografica e documentaria, Lucca, M. Pacini Fazzi, 1990, SBN CFI0133321.